# Ophthalmosaurus
Ophthalmosaurus (nghĩa là "mắt thằn lằn" trong tiếng Hy Lạp) là một chi Ichthyosauria sống vào thời kỳ Jura muộn (165-160 triệu năm trước), nổi bật với đôi mắt rất lớn. Cơ thể có dáng giống cá heo, dài 6 m (19.5 ft), với một bộ hàm gần như không răng thích ứng cho việc bắt mực. Những hóa thạch chi này được khai quật ở châu Âu và Bắc Mỹ.